# Clorargirita
La clorargirita, también llamada cerargirita, ostwaldita, argiroceratita o plata córnea, es un mineral de la clase de los minerales haluros.
Fue descrita por primera vez  en 1877 por J.A. Weissbach por su ocurrencia en el distrito de Broken Hill, Nueva Gales del Sur, Australia, y fue nombrada en alusión a su composición química, del griego chloros, por "verde pálido", y del latín argentum, para plata.

## Hábito
Cristales cúbicos, a veces alargados y otras veces se han descrito con caras pequeñas deformadas. A menudo estos cristales forman grupos paralelos o subparalelos. A veces masivo, en costras de recubrimiento de lustre sedoso que rellenan el interior de geodas y drusas, a veces a modo de estalactitas. Muy rara vez se ha encontrado fibroso.
Los colores, descritos en la tabla de la derecha, pueden alterarse si el mineral está expuesto a la luz, tornándose de color pardo-violeta.

## Características químicas
Pertenece al llamado "grupo de la clorargirita" o halogenuros de plata y cobre, cuyos miembros son:
- bromargirita (AgBr)
- clorargirita (AgCl)
- iodargirita (AgI)
- marshita (CuI)
- miersita ((Ag,Cu)I)
- nantoquita (CuCl)

El mineral no suele ser cloruro de plata puro, pues son frecuentes las impurezas que le dan distintas tonalidades de color, entre las que es muy frecuente el yodo.

## Formación y yacimientos
Es un mineral secundario que aparece en la zona de oxidación de los yacimientos de minerales de plata, especialmente en las regiones áridas.
Otros minerales que aparecen asociados a la clorargirita son: carinthita, pelagita, plata, piromorfita, malaquita, limonita, jarosita, iodargirita, cerusita, bromargirita y atacamita.

## Usos
Ha sido utilizada desde hace siglos por como mena de plata, buscándola y extrayéndola en las minas por su alto contenido en plata.